# 표암문화재단
표암문화재단은 전통문화의 창조적 계상과 지역문화의 활성화를 통한 새로운 미래문화 창출에 기여하기 위하여 2009년 10월 27일 설립된 문화체육관광부 소관의 재단법인이다. 사무실은 경상북도 경주시 산업로 4152-10 (동천동)에 있다.

## 주요 사업
- 국민정신문화의 사상과 업적의 연구 및 양양
- 지역문화예술 활성화를 위한 연구 및 이와 관련된 사업
- 표암공(알평)의 정신문화 계승, 연구 및 향사 봉행 등